# 강한
강한(1998년 1월 1일 ~)은 과거 대한민국의 봅슬레이 선수였으며 현재에는 방송인으로 활동 중이다.

## 학력
- 동의대학교 체육학과 (중퇴)
- 한국체육대학교 체육학과 (졸업)

## 방송
- 미스터트롯2 - 새로운 전설의 시작 (2022) - (예선 탈락)
- 피지컬: 100 (2023) - Top50

## 경력
- 홀트아동복지회 홍보대사 (2022)
- 홀트아동복지회 파랑새, 꿈을 향한 날갯짓 명예 멘토 (2021)
- IBSF 월드컵 남자 국가대표 (2020)
- KT스카이라이프 보호종료청소년 SOS 장학금 지원사업 홍보대사 (2021)

## 음반
- 청춘 (2021)